# Балич Усеїн Велі
Балич Усеїн Велі (рос. Балич Усеин Вели, нар. 1884, с. Корбек, Ялтинський повіт, Таврійська губернія) — пом. після 1939, с. Чиназ, Ташкентська область, Узбецька РСР — кримськотатарський та радянський педагог і громадсько-політичний діяч, народний комісар освіти Кримської АРСР 1924—1928 років.

## Із життєпису
Походив із селянської родини, початкову освіту здобув у сільській школі. У 1897—1902 роках навчався в Сімферопольській татарській вчительській семінарії, після закінчення якої працював учителем в Алушті та Сімеїзі, в 1903—1907 роках.
У 1905 році долучився до революційного руху, через що, в 1907 році, заарештований та висланий за межі Криму. Після тримісячного перебування в Туреччині повернувся, працював у міській управі в Бахчисараї. В квітні 1917 року обраний членом земської управи та завідувачем відділу народної освіти в Ялті. У 1918—19 роках працював інструктором фінансової комісії в Національній Директорії (уряд Курултаю). В цей час співпрацював з більшовиками, подав заяву про вступ до ВКП (б). Після захоплення Криму Денікіним проводив підпільну діяльність проти білогвардійців.

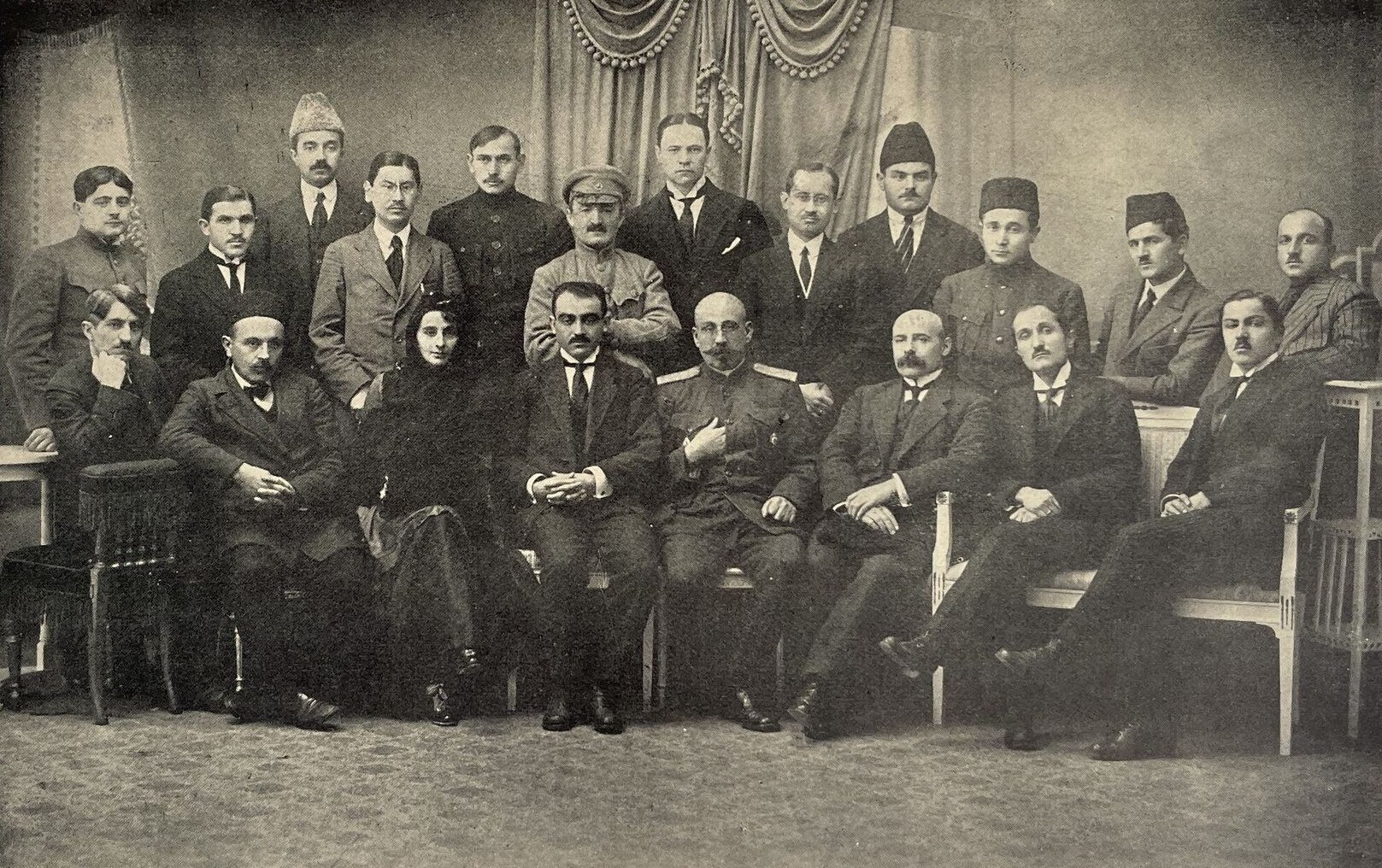
Усеїн Велі Балич (сидить 1-й ліворуч) серед лідерів кримськотатарського національного руху і громадсько-політичних діячів Азербайджану, Татарстану та Польщі. 1919 рік.

Прийнятий до партії у 1920 році, вже після встановлення радянської влади. До червня 1921 року працював заввідділу народної освіти Ялтинського ревкому, з липня по листопад 1921 року — член Кримського ревкому та завідувач Кримнаросвіти, у 1922—23 роках працював у Москві, представником Кримської АРСР у Наркомнаці РРСФР. Після повернення до Криму, у 1923—24 роках — заступник голови ЦВК Кримської АРСР. Від 1924 року — народний комісар освіти Кримської АРСР. На посаді боровся за розвиток освіти рідною мовою, вимагав поліпшення добробуту та оплати праці вчителів, вносив пропозиції про відновлення в Криму університету та медичного факультету.
Прибічник голови ЦВК Криму Велі Ібрагімова. Знятий з посади в березні 1928 року, після арешту Ібрагімова. В червні 1928 року виключений з лав партії за «приховування контрреволюційного минулого». В січні 1929 року засуджений на 3 роки ув'язнення, замінені в касації на півтора. В березні 1930 року арештований другий раз, 13 жовтня 1930 року засуджений колегією ДПУ РСФСР до 10 років таборів, які відбував на Соловках. За неперевіреними даними, звільнений у 1939 році. Проживав в Узбекистані. Точний час смерти не встановлено.